# Mlýnec pod Přimdou
Mlýnec (deutsch Milles) ist ein Ortsteil der Gemeinde Přimda (Pfraumberg) im Okres Tachov in Westböhmen. Er liegt in 528 m ü. M. 3,5 km nordöstlich der Stadt Přimda und unmittelbar südlich der Dálnice 5 an deren Abfahrt 136 Mlýnec. Der Ort hat etwa 20 Einwohner. 

## Geschichte
Im Bernaregister von 1379 wird die Ortschaft Milles erstmals urkundlich erwähnt. Ein Teil gehörte den Schwanenbergern auf  Mutzken, später gehörte die Ortschaft zu Haid. 1456 wird Milles in der Hoflehentafel als „Mlynecz“ und 1608 als „Miles“ in den Neustadtler Matriken erwähnt. Die Steuerrolle führt 16 Bauerngüter auf, zwei Chalupner (Kleinbauern) und zwei neu angesiedelte Bauern. 1788 gab es 27 Hausnummern, 1838 waren es 29. Nach der Aufhebung der Patrimonialherrschaften bildete Milles/Mlýnce ab 1850 eine Gemeinde im Gerichtsbezirk Pfraumberg und Pilsner Kreis. Ab 1868 gehörte die Gemeinde zum Bezirk Tachau. Der tschechische Ortsname Mlýnec wurde 1924 eingeführt. 
1930 gab es 192 Einwohner, 1939 nur noch 158; alle waren deutsch und katholisch. Der Fürst Löwenstein-Wertheim auf Haid besaß etwa 18 ha Äcker, Weiden, sowie den Rohrweiher. Die Rohräcker wurden an Kleinpächter verkauft. Nach dem Münchner Abkommen wurde die Gemeinde dem Deutschen Reich zugeschlagen und gehörte bis 1945 zum Landkreis Tachau. Bis zum Ende des Zweiten Weltkriegs lebte der Großteil der Bevölkerung von der Landwirtschaft. Einige arbeiteten am Meierhof Mutzgen oder im Steinbruch. Eine Quarzader zog sich von Pabelsdorf bis Gottschau und wurde für Straßenpflasterung abgebaut. Eine Mühle mit Mühlteich wurde von einem lange sesshaften Müllergeschlecht betrieben, die jedoch zuletzt vor der Vertreibung nur noch als Schrottmühle genutzt wurde.  1945 standen in Milles 37 Häuser. Am 1. Mai 1945 zogen die US-Amerikaner in Milles ein, dabei gingen zwei Häuser in Flammen auf. Bis 1946 waren alle deutschen Bewohner des Dorfes Mlýnec vertrieben, das durch  Tschechen neu besiedelt wurde. 1961 wurde Mlýnec nach Újezd pod Přimdou und mit diesem zusammen zu Beginn des Jahres 1980 nach Přimda eingemeindet wurde. 1991 hatte der Ort 20 Einwohner. Im Jahre 2001 bestand das Dorf aus 10 Wohnhäusern, in denen 14 Menschen lebten. International bekannt wurde der Ort im Sommer 2005 durch einen umstrittenen Polizeieinsatz gegen das CzechTek-Festival.

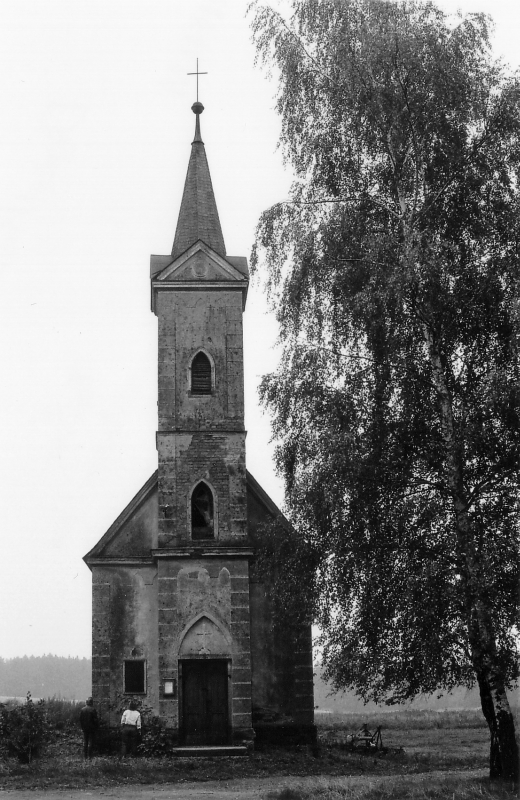
Kirche am Haider Weg (1985)

## Kirche
Der zuständige Pfarrort von dem historischen Milles war Haid. Dorthin führte ein 5 km langer Feldweg. Die älteren Bürger besuchten den Gottesdienst im näher gelegenen Pfraumberg. Die Gemeindekapelle wurde 1934 abgerissen, da sie dem Verkehr im Wege stand. 1935 wurde eine neue Kirche am Haider Weg eingeweiht. Eine Gedenktafel am Eingang erinnert noch heute an die 15 Toten des Ersten Weltkrieges.

## Schule
1838 wurde eine Gemeinde-Privatschule erwähnt und 1889 eine neue Schule an der Straße nach Groß Meierhöfen (Velké Dvorce) gebaut. Das alte Gebäude wurde ein Armenhaus. 1939 mussten die Schüler nach Ujest wechseln, während im Schulgebäude die Gemeindekanzlei, sowie eine Lehrerwohnung untergebracht wurde.